# General Roca
General Roca (Fiske Menuco) ist die Hauptstadt des gleichnamigen Departamento im Nordwesten der Provinz Río Negro im südwestlichen Argentinien.
Benannt ist die Stadt nach General Julio Argentino Roca, der die Wüstenkampagne befehligte, durch die der argentinische Nationalstaat in den effektiven Besitz Patagoniens kam, bei der die Indianer der Region aber stark dezimiert wurden. Er war 1880–1888 und 1898–1904 argentinischer Präsident.
Seit 1993 ist General Roca Sitz des römisch-katholischen Bistums Alto Valle del Río Negro mit der Kathedrale Nuestra Señora del Carmen.

## General Roca oder Fiske Menuko
Ein Ort in der Nähe der heutigen Stadt wurde von den Mapuchen, den Ureinwohnern des Ortes, Fisque Menuco genannt. Bis hier am 1. September 1879 der Coronel Lorenzo Winter die Festung „General Roca“ errichten ließ. Sie wurde für die Wüstenkampagne gegen die alteingesessene indigene Bevölkerung des mittleren und Süden Argentiniens und Chiles genutzt. Mit der Zeit entwickelte sich um diese Festung eine Stadt, welche vorwiegend von europäischen Immigranten besiedelt wurden. Die Stadt liegt in der fruchtbaren Aue auf der Nordseite des Río Negro, welcher von den niederschlagsreichen Anden Wasser in die ansonsten sehr niederschlagsarme Steppe bringt und in der Aue eine reiche Bewässerungslandwirtschaft (chacras) möglich macht.
Andere verwendete Formen sind Fiske Menuko, Fvske Menuko Fvskv Menuko oder Fishcüg Menuco. In der Mapuche-Sprache bedeutet es „kalter Sumpf“ (fvskv majiñ(ko)).
„Fvskv Menuko“ ist der Name der Stadt in der Sprache Puelmapu.
Es gibt eine heftige Diskussion unter den verschiedenen politischen Gruppierungen Argentiniens und der Zivilgesellschaft, dem Ort wieder seinen ursprünglichen historischen Namen wiederzugeben, was jederzeit umgesetzt werden kann. Dies muss in Zusammenhang mit der Auseinandersetzung der Bevölkerung mit der dunklen Seite der Geschichte Argentiniens betrachtet werden, da dem General Roca Genozid nachgesagt wird.

## Lage und Geografie
Die Stadt liegt im Tal des Río Negro, das an dieser Stelle künstlich bewässert wird und damit für die Landwirtschaft nutzbar ist. Das Klima ist im Tal trocken und warmgemäßigt, da das Tal vor den starken Winden des patagonischen Klimas geschützt liegt.
General Roca (Fiske Menuco) gehört zum weiteren Einzugsgebiet der 50 Kilometer westlich gelegenen Stadt Neuquén.

## Wirtschaft
General Roca (Fiske Menuco) ist das Zentrum eines weiten Gebietes, in dem vor allem Obst angebaut wird. Insbesondere Äpfel werden in quadratischen Feldern angebaut, die als Windschutz von einer Doppelreihe europäischer Pappeln (Populus nigra, var. italica) umgeben sind. In der Stadt werden die landwirtschaftlichen Erzeugnisse in agroindustriellen Betrieben verarbeitet.

## Kultur und Medien
Bedeutende Kulturinstitutionen der Stadt sind das 1972 gegründete Kulturzentrum Casa de la Cultura und das 1983 daraus ausgegliederte Instituto Universitario Patagónico de las Artes, die bedeutendste Kunsthochschule Nordpatagoniens in den Bereichen Theater, Musik, Tanz und Film. Es besitzt seit 2014 den Rang einer Universität und wird von der Provinzregierung und der Stiftung Fundación Cultural Patagonia gemeinsam verwaltet. Weiterhin gibt es zwei Theater, das Teatro de la Estación im alten Bahnhofsgebäude und die unabhängige Bühne El Biombo.
In General Roca wird die Tageszeitung Diario Río Negro herausgegeben, deren Verbreitungsgebiet die gesamte Provinz Río Negro sowie die Nachbarprovinz Neuquén umfasst, damit ist sie die wichtigste journalistische Publikation Nordpatagoniens.

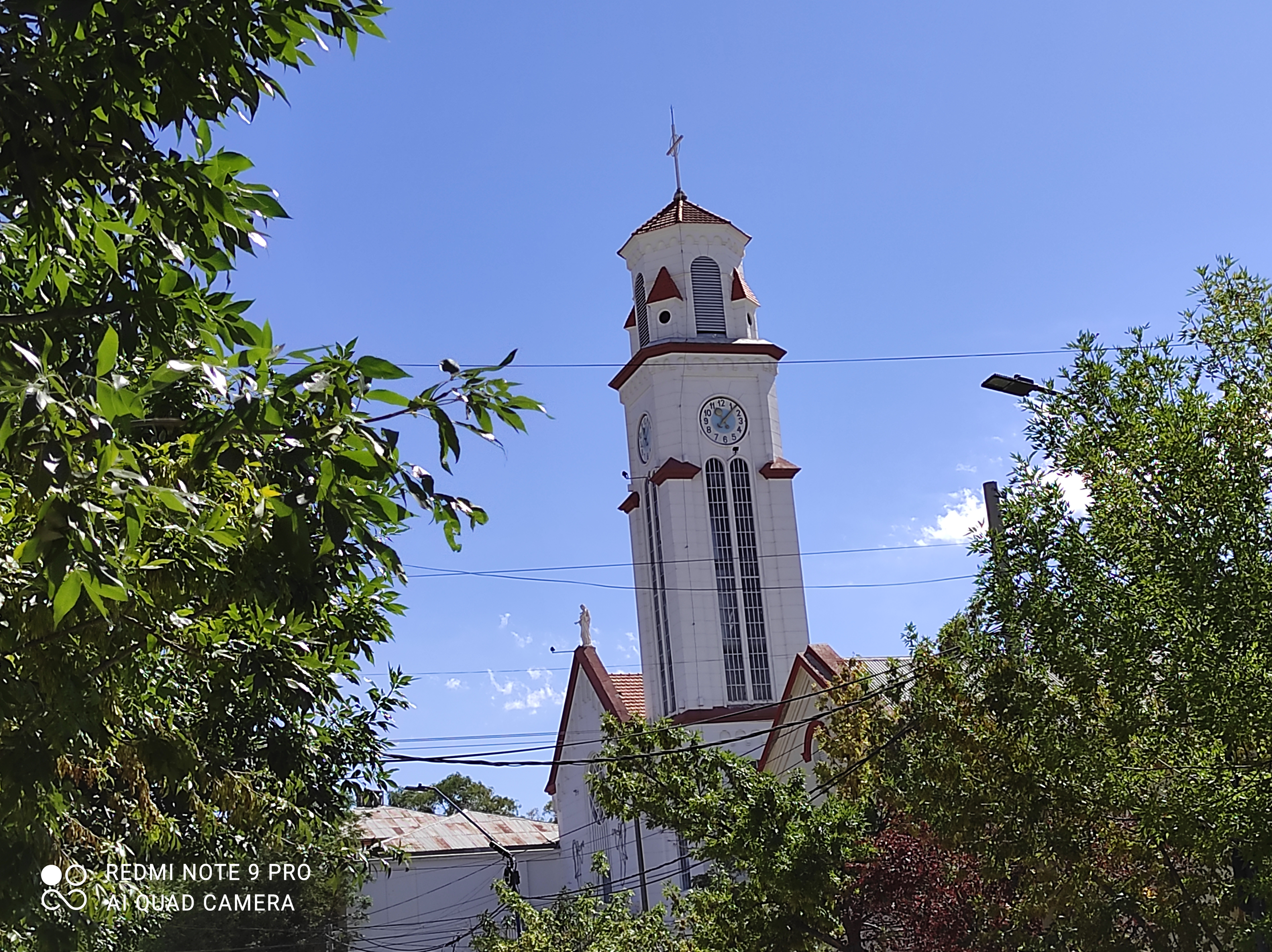
Die Hauptkirche (parroquia catedral Nuestra Señora del Carmen) von Fiske Menuco (General Roca).

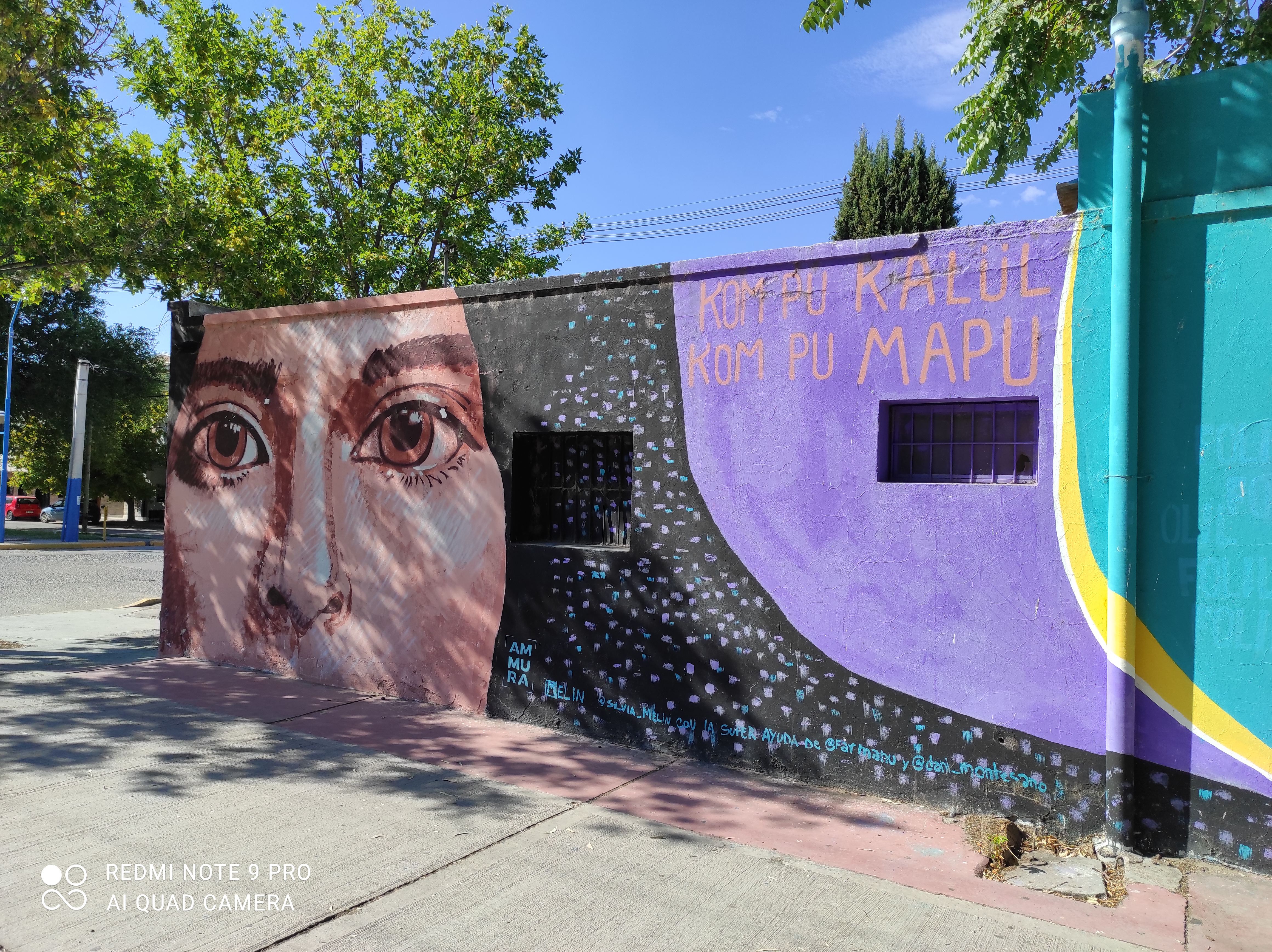
Kunst in Fiske menuko (General Roca)

Es gibt ein Lied über die Stadtː „Fiske Menuco“ von Pato Frank.

## In General Roca geboren
- María de la Fuente (1918–2013), Tangosängerin
- Paola Kaufmann (1969–2006), argentinische Schriftstellerin und Biologin
- Daniel Fontana (* 1975), italienischer Triathlet
- Gustavo Canales (* 1982), chilenischer Fußballspieler argentinischer Herkunft
- Miguel Caneo (* 1983), argentinischer Fußballspieler
- Leonardo Ulloa (* 1986), argentinischer Fußballspieler